# Floresville, Texas
Floresville là một thành phố thuộc quận Wilson, tiểu bang Texas, Hoa Kỳ. Năm 2010, dân số của xã này là 6448 người.

## Dân số
- Dân số năm 2000: 5868 người.
- Dân số năm 2010: 6448 người.